# Simulcast
Simulcast est un terme formé par la contraction de « simultaneous broadcast ». Il fait référence à la diffusion simultanée d'un même contenu (audio ou vidéo) sur deux médias distincts ou sur un seul média en utilisant deux types de modulation.

## Diffusion sur deux médias
Un programme de télévision ou de radio peut être diffusé simultanément sur les ondes hertziennes et par Internet.

## Diffusion sur un seul média
Une émission radio peut être diffusée sur une onde hertzienne simultanément en numérique et en analogique. Un exemple bien connu est la radiodiffusion en décamétrique des programmes de RFI sur une porteuse à la fois en modulation AM et selon le procédé DRM (modulation n-QAM).

## Diffusion dans plusieurs pays
Depuis le début des années 2010, le terme fait également référence à une diffusion quasi simultanée (de quelques heures à quelques jours de décalage) entre le pays d'origine d'un programme et la diffusion sur d'autres territoires. Cette utilisation vient principalement du milieu de l'animation japonaise où les éditeurs ont tenté de proposer une alternative légale face au phénomène de fansub (une version sous-titrée) qui suit de très près la première diffusion à la télévision japonaise.